# COMAL
COMAL (engl. common algorithmic language) ist eine imperative Programmiersprache der dritten Generation.
Sie wurde 1973 von den Dänen Benedict Løfstedt und Børge Christensen entwickelt und richtete sich hauptsächlich an Programmieranfänger. COMAL wurde unter anderem an europäischen Universitäten weiterentwickelt und 1979 als COMAL-80 standardisiert.
Die Sprache nimmt dabei eine Stellung zwischen BASIC und Pascal ein und übernimmt aus BASIC konzeptionell die leichte Erlernbarkeit und die interaktive Arbeitsweise, während Kontrollstrukturen, Funktionen, Prozeduren und Rekursion aus Pascal stammen.
Die UniCOMAL-Implementation für DOS und OS/2 ist eine Objektorientierte Programmiersprache und erlaubt benutzerdefinierte Erweiterungen.
Es gibt Implementierungen für folgende Computer-Architekturen:
- CP/M
- Commodore CBM-4000-Serie (Public Domain)
- Commodore 64 (COMAL 80, Public Domain)[1]
- Commodore 128 (COMAL 80, Public Domain)[1]
- Commodore Amiga
- Schneider/Amstrad CPC
- Acorn 8-bit
- Acorn Electron
- Acorn 32-bit
- IBM PC/AT (auf DOS und OS/2)
- 32-Bit-Windows (OpenComal)
- Unix (BSD, GNU/Linux, Mac OS X) (OpenComal)
- MS-DOS (OpenComal)

## Anweisungen, Befehle und Kommandos in COMAL
AUTO:

Während der Programmeingabe nummeriert der Computer die Programmzeilen selbständig.
DEL:

Dieser Befehl wird beim Löschen von Prozeduren sowie Programmzeilen benutzt.
LIST:

Mit diesem Befehl werden alle Programmzeilen auf dem Bildschirm ausgegeben.
LIST":

Dieser Befehl wird benutzt, um Programmteile oder Programme so zu speichern, dass diese
später an im Speicher befindliche Programme angefügt werden können.
LOAD:

Mit diesem Befehl lesen Sie eine Kopie eines Programms vom externen Speicher in den Arbeitsspeicher. Ist bereits ein Programm im Arbeitsspeicher vorhanden, so wird dieses gelöscht.
MERGE:

Mit diesem Befehl laden Sie Programme in den Arbeitsspeicher, ohne ihn vorher zu löschen. Ist bereits ein Programm im Arbeitsspeicher vorhanden, so wird das neue Programm an das bereits vorhandene angefügt.
PAGE:

Dieser Befehl löscht den Bildschirminhalt und setzt den Cursor in die linke obere Ecke.
RENUM:

Mit dieser Anweisung sorgen Sie für eine Neu-Nummerierung des Programms in Zehnerschritten.
RUN:

Mit diesem Befehl starten Sie den Programmablauf.
SCAN:

Diese Anweisung ermöglicht einen Probelauf ohne eine Programmausführung. Es wird lediglich die Programmstruktur erklärt, und eventuelle Fehler werden gemeldet.

## Beispiele

### Bedingungen
```
 
10
 
IF
 
zahl
 
>
 
1000
 
THEN

 
20
   
PRINT
 
"Ihre Zahl ist größer als 1000"

 
30
 
ELIF
 
zahl
 
<
 
1000
 
THEN

 
40
   
PRINT
 
"Ihre Zahl ist kleiner als 1000"

 
50
 
ELSE

 
60
   
PRINT
 
"Ihre Zahl ist 1000"

 
70
 
ENDIF

```

### Schleifen
```
 
10
 
FOR
 
zahl:
=
 
1
 
TO
 
100
 
STEP
 
0.1
 
DO

 
20
   
PRINT
 
zahl

 
30
 
ENDFOR

 
10
 
WHILE
 
zahl
 
<=
 
1000
 
DO

 
20
   
PRINT
 
zahl

 
30
   
zahl:
+
1

 
40
 
ENDWHILE

 
10
 
REPEAT

 
20
   
PRINT
 
zahl

 
30
   
zahl:
+
1

 
40
 
UNTIL
 
zahl
 
=
 
1000

 
10
 
LOOP

 
20
   
zahl:
+
1

 
30
   
EXIT
 
WHEN
 
zahl
 
=
 
1001

 
40
   
PRINT
 
zahl

 
50
 
ENDLOOP

```

## Beispielprogramm 1
```
 
10
 
PAGE

 
20
 
FOR
 
zahl:
=
 
1
 
TO
 
10
 
DO

 
30
   
PRINT
 
"Es macht Spaß, mit COMAL zu arbeiten."

 
40
 
ENDFOR

 
50
 
END
 
" "

```

## Beispielprogramm 2
```
 
10
  
PRINT
 
"Beispielprogramm in der Programmiersprache COMAL"

 
20
  
REPEAT

 
25
    
EXEC
 
writeoptions

 
30
    
INPUT
 
"Bitte Option wählen"
:
 
Option

 
40
    
INPUT
 
"1.Zahl: "
:
 
first

 
50
    
INPUT
 
"2.Zahl: "
:
 
second

 
60
    
EXEC
 
auswahl
(
Option
,
 
first
,
 
second
)

 
70
  
UNTIL
 
Option
=
5

 
80
  
PROC
 
writeoptions

 
90
    
PRINT
 
"1. Summe"

 
100
   
PRINT
 
"2. Differenz"

 
110
   
PRINT
 
"3. Produkt"

 
120
   
PRINT
 
"4. Quotient"

 
130
   
PRINT
 
"5. Ende"

 
140
 
ENDPROC
 
writeoptions

 
150
 
PROC
 
auswahl
(
A
,
B
,
C
)

 
160
   
CASE
 
A
 
OF

 
170
     
WHEN
 
1

 
175
        
PRINT
 
"SUMME="
,
 
B
+
C

 
180
     
WHEN
 
2

 
185
        
PRINT
 
"Differenz="
,
 
B
-
C

 
190
     
WHEN
 
3

 
195
        
PRINT
 
"Produkt="
,
 
B
*
C

 
200
     
WHEN
 
4

 
205
        
PRINT
 
"Quotient="
,
 
B
/
C

 
210
     
WHEN
 
5

 
215
        
PRINT
 
"Ende"

 
220
     
OTHERWISE

 
225
        
PRINT
 
"Falsche Option"

 
230
   
ENDCASE

 
240
 
ENDPROC
 
auswahl

```

## Beispielprogramm 3
```
 
10
  
FOR
 
z:
=
 
1
 
TO
 
10
 
DO

 
20
    
PRINT
 
"COMAL macht Spaß!"

 
25
  
ENDFOR
 
z

 
30
  
END
 
""

```